# Дружківський художній музей
Дружківський художній музей (Дружківський історико-художній музей) — музейно-культурний заклад, основою для створення якого стала громадська картинна галерея «Дружківська Третьяковка», що була відкрита в Будинку культури машинобудівного заводу в 1951 році. Галерея демонструвала творчість народної образотворчої студії, яку очолював О. Я. Бондар (1911—2005). У березні 1984 року картинну галерею реорганізовано в міський художній музей на громадських засадах, з 1996 року — державний; а від 2007 року музейний заклад дістав назву «Дружківський історико-художній музей».

## Історія створення
У середині 20-х років XX століття у Будинку культури машинобудівельного заводу створено студію з образотворчого мистецтва навколо якої з 1934 року формувався Дружківський історико-художній музей. З 1934 року і до кінця 90-х рр., студію очолював О. Я. Бондар. У 1973 році студія здобула звання «народної». У 1951 році при студії відкрито картинну галерею «Дружківської Третьяківки» з метою пропагування творчості студійців та збереження їх робіт. Ця мистецька збірка й стала основою для створення у березні 1984 р. художнього музею на громадських засадах, який у серпні 1986 р. став державним і функціював як сектор Донецького обласного художнього музею. У лютому 1992 р. музей вийшов з обласного підпорядкування і став самостійним. З 1983 по 1988 рр. музей знаходився у приміщенні Свято-Нікольского храму, а відтак — у будинку центральної міської бібліотеки.

## Загальна характеристика
Спочатку збірка музею поповнювалася виключно творами образотворчого мистецтва, в яких знаходило відображення художнє життя міста. Це були твори художників студії та відомих митців, які народились, мешкали й працювали у Дружківці, зокрема, народного художника України О. П. Скоблікова (1929, Дружківка — 2005), заслуженого діяча Білорусі В. І. Сахненка (1923, Дружківка −1973), Ф. Т. Костенка (1910, Дружківка — 1987, який викладав у Ворошиловградському художньому училищі); учасника багатьох міжнародних виставок та конкурсів з екслібрису Б. М. Романова (1949, Дружківка); лауреата і дипломанта міжнародних конкурсів з плакату С. Ф. Чернова (1953, Крим, — з 1979 по 2005 рр. мешкав у Дружківці).
В фондах музею знаходиться колекція майстрів, які працювали на Дружківському порцеляновому заводі, відкритому у 1971 році: В. Є. Ковальчука (1930; Ризька художня академія), подружжя Н. І. та Ю. Є. Василенків (обоє — 1944; Львівський інститут декоративно-прикладного мистецтва.) та інших. Окреме місце в цій колекції належить члену Спілки художників СРСР С. О. Федяєву, творчість якого до 1986 року була представлена не повно. Тоді ж завідувачка новоствореного Дружківського художнього музею Т. Я. Долинівська звернулася до керівництва Укрпромфарфор з проханням про дозвіл передачі зразків Дружківського порцелянового заводу до фондів музею. В результаті в 1988 році до музею надійшла невелика колекція порцеляни. Серед зразків були дві роботи С. А. Федяєва: декоративна ваза «Квіти і фрукти» (порцеляна, підглазурний розпис, 1979 р.) та столовий сервіз «Бенкетний» з малюнком для деколі. У виробництво сервіз з цим декором не запуститься. В 1991 колекція музею поповнилась чайним сервізом «Квіти і фрукти» (1981), декоративною вазою та подарунковим набором для чаю з самоваром внаслідок закупівлі трьох робіт у С. А. Федяєва. Про свою працю митець сказав так:
|  | «На формування мого ставлення до творів з порцеляни впливає не те, як зроблена річ: формування або лиття, підглазурний або надглазурний розпис; це цікаво тільки фахівцям. Головне, щоб виріб був справжнім витвором мистецтва, щоб приносило людям радість і насолоду. Для мене будь-яка річ гарна, якщо я можу сказати про неї: вона гарна». |

## Сучасне життя
У 1993 році в музеї організовано арт-студію «Мальва», яка продовжує традиції Дружківської народної образотворчої студії. (Від 1 лютого 2017 року вона припинила свою діяльність.) Починаючи з 2001 року музейні фонди стали поповнюватись предметами історико-краєзнавчого характеру. Це колекції археологічних знахідок палеолітичної доби та періоду "ранньої бронзи", у тому числі — фрагменти Дружківських скам'янілих дерев; речей етнографічного характеру, які відображають особливості побуту, праці, свят представників різних національностей, що мешкають в Дружківці та її околицях; речей, фотографії, документів міського побуту з кінця 19 сторіччя з початку розбудови міста й дотепер. Співробітники музею працюють за напрямками «Дружківка у роки Другої світової війни», «Дружківці — учасники локальних війн» (Афганістан, Єгипет, В'єтнам), «Дружківці — учасники ліквідації техногенних катастроф», «Історія православної церкви у Дружківці», «Дружківка у роки Голодомору» (матеріали про діяльність дитячого будинку у місті для сиріт, родини яких постраждали у ті часи), "Дружківка й дружківці під час АТО". За напрямком «Жертви політичних репресій» зібрано колекцію особистих речей, меблів, фотографії, документів українського правозахисника, одного з засновників Української Гельсінської групи Олекси Тихого. Колекції меморіального характеру зображують життя видатних жителів Дружківки. Серед них легендарний матрос В. Кайда; доктор технічних наук, професор, академік, фахівець у галузі кібернетики та інформатики С. І. Самойленко (1930, Дружківка — 1998, США); народний артист України Іван Кавалерідзе, художній керівник-директор «Союзу театральних продюсерів України» В. М. Нєведров (1946; Дружківка); народний артист України, заслужений діяч культури України, режисер О. Б. Фіалко (1946; Дружківка); відомий географ, кандидат педагогічних наук, автор «Топонімічного словника України» М. Т. Янко. У 2007 році художній музей був реорганізований в комунальний заклад культури «Дружківський історико-художній музей».